# 戦争させない・9条壊すな!総がかり行動実行委員会
戦争させない・9条壊すな!総がかり行動実行委員会（せんそうさせない9じょうこわすな!そうがかりこうどうじっこういいんかい）とは、自公政権（第3次安倍内閣）が推し進める平和安全法制（戦争法）の制定に反対する日本の市民団体である。
加盟団体が連合して結成された組織でもある。略称は「総がかり行動」。

## 組織
2015年2月に結成。自公政権（第3次安倍内閣）が推し進める平和安全法制に反対する為、以下の3つの団体が連合して結成された。
- 戦争をさせない1000人委員会（事務局：東京都千代田区神田駿河台3丁目2番11号 連合会館1階・平和フォーラム事務局内）
- 解釈で憲法9条を壊すな!実行委員会（事務局団体：憲法改悪阻止各界連絡会議、「憲法」を愛する女性ネット、平和を実現するキリスト者ネットなど）
- 戦争する国づくりストップ!憲法を守り・いかす共同センター（事務局：東京都文京区湯島2丁目4番4号 全労連会館4階・全労連事務局内）

市民連合の中野晃一によると、立憲民主党の主要な支持団体である日本労働組合総連合会の中で左派寄りの立場である労組（自治労や日教組）が支える「1000人委員会」と、全国労働組合総連合（自治労連や全教を含む）など日本共産党系の諸団体が構成する「憲法共同センター」が合同して、他の市民団体らと共に「総がかり行動」を結成して、活動していることは今までの日本の労働運動や政治運動の垣根を越えた活動だとして、画期的だという。行動としては、主に国会議事堂前での抗議活動、各地での市民集会・シンポジウムの実施等を行った。平和安全法制の審議が大詰めを迎えつつあった同年8月30日の大規模デモを主催、国会を12万人が包囲したと発表した。
同年12月20日、「安全保障関連法に反対する学者の会」「立憲デモクラシーの会」「戦争させない・9条壊すな!総がかり行動実行委員会」「SEALDs」「安保関連法に反対するママの会」の5つの団体の有志は、参議院一人区での野党統一候補擁立を目指し、連合組織である「安保法制の廃止と立憲主義の回復を求める市民連合」（略称：市民連合）を結成した。
2017年11月3日、国会前で「改憲反対」を趣旨とする抗議活動を行い、枝野幸男立憲民主党代表や志位和夫日本共産党委員長も参加した。
2018年4月、森友学園問題の追及のための集会を国会前で開催した。
2021年6月、国会前で当団体が主催して国民投票法の改正に関する抗議活動が行われた。
2022年3月4日夜、東京のロシア大使館前の前でロシアによるウクライナへの侵略戦争・核戦争への反対を訴える抗議活動を行った。
同年8月31日、国会前で行われた安倍晋三の国葬に反対するデモを主催した。主催者名は「安倍元首相の『国葬』に反対する実行委員会」とし、デモには約4000人が参加した。

## 参考
- 連合ってなに?（上智大学教授：中野晃一）文:中野晃一／編集:POST編集部 2016年11月
- 「戦争させない・9条壊すな!総がかり行動」をみんなの力で成功させましょう 2015/3/29 総がかり行動公式サイト